# Arco de Triunfo de Chisináu

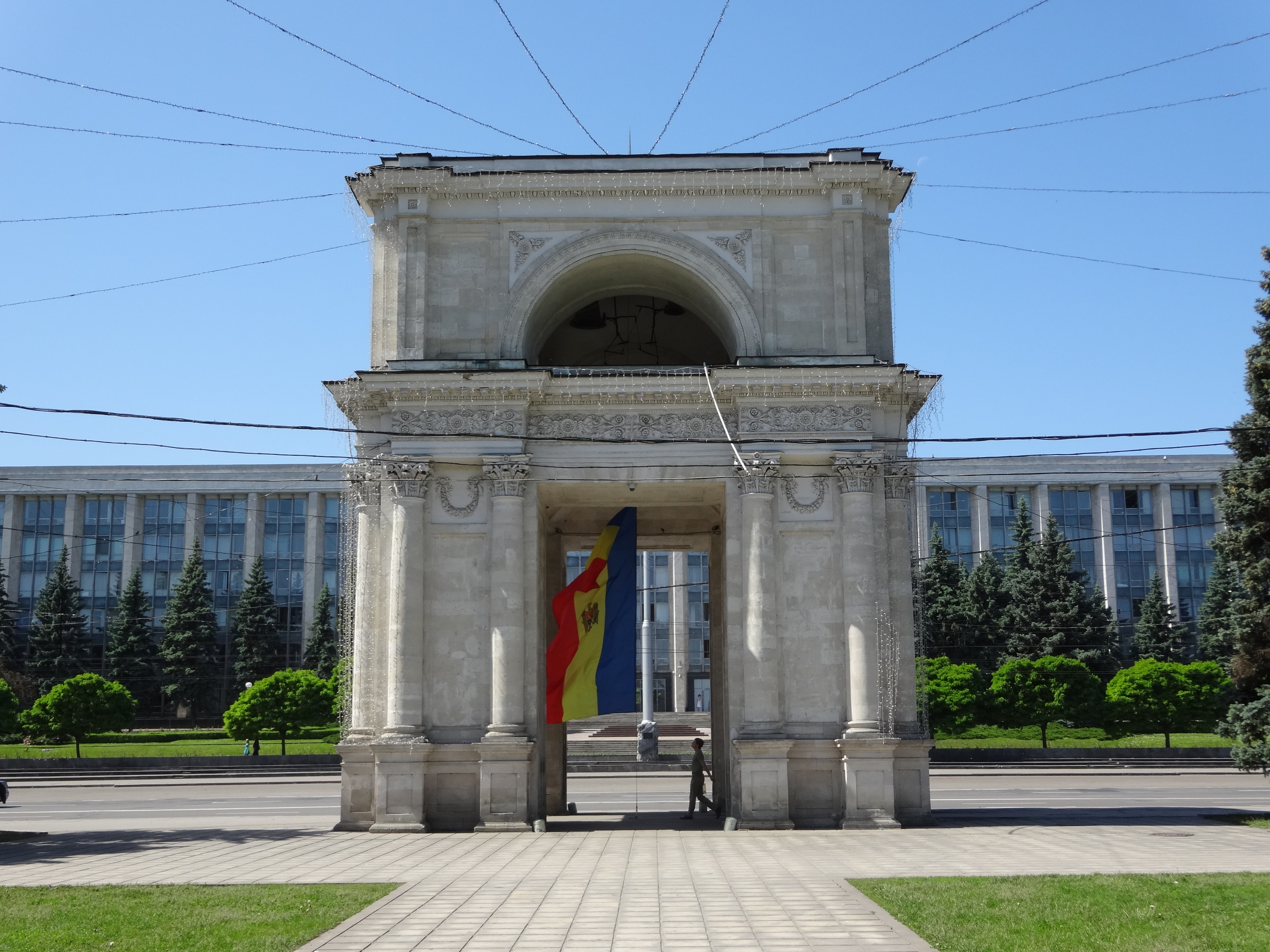
Fachada trasera del arco, vista desde el centro de la Gran Plaza Nacional.

El arco de Triunfo de Chisináu (en rumano: Arcul de Triumf din Chișinău; antes conocido como las Puertas Santas de Chisináu, y, durante el régimen soviético, como el arco de la Victoria de Chisináu) es el único arco de triunfo de la capital de Moldavia, Chisináu. Se construyó entre 1840 y 1841 para conmemorar la victoria del Ejército Imperial Ruso en la guerra ruso-turca de 1828-1829. En el interior del arco hay una campana gigante de 6,4 toneladas de peso, que se fundió con el metal de los cañones turcos capturados durante la guerra.
El arco está declarado monumento arquitectónico de importancia nacional e incluido en el Registro de Monumentos de la Historia y la Cultura de Chisináu, formando parte del Complejo de la Catedral de la Natividad.

## Estructura
El arco de Triunfo de Chisináu es una estructura de dos niveles de 13 metros de altura y planta cuadrada. Los capiteles de los cuatro pilastras incrustadas en sus fachadas fueron tallados imitando el orden corintio, con adornos realizados en cerámica. El nivel superior está decorado al estilo clasicista, y en el friso de la fachada delantera hay un reloj mecánico (su última versión incorporada en los años 1990) que cuenta con iluminación nocturna pero carente de sonido. 
El primer reloj del arco se incorporó a la estructura en 1842, traído especialmente desde Odesa, aunque siete años después un fuerte viento desprendió la esfera, que no sería reemplazada hasta después de que el propio mecanismo del reloj fuera dañado en 1881 y tuvo que ser sustituido. El nuevo mecanismo fue adquirido en Austria, y funcionó ininterrumpidamente hasta el comienzo de la Segunda Guerra Mundial, cuando fue alcanzado por un bombardeo en 1941.
En 1945 se instalaron en las paredes del arco placas con los nombres de los combatientes del Ejército soviético y de los ciudadanos moldavos que lucharon en el territorio de Besarabia durante la contienda, habiendo recibido posteriormente la distinción de Héroe de la Unión Soviética. Las placas se retiraron en 1991 tras la caída del comunismo y la independencia de Moldavia.
El Arco de Triunfo de Chisináu está situado en el eje de simetría del conjunto arquitectónico que incluye también a la Catedral de la Natividad y su campanario, la Gran Plaza de la Asamblea Nacional y la Casa de Gobierno de Chisináu.